# Afgeknotte icosidodecaëder
Een afgeknotte icosidodecaëder is een archimedisch lichaam met 62 vlakken waarvan 30 vierkanten, 20 regelmatige zeshoeken en 12 regelmatige tienhoeken, 120 hoekpunten en 180 ribben. De naam is misleidend omdat de figuur niet ontstaat door bij een icosidodecaëder de hoekpunten af te knotten, hoewel het die vorm dicht benadert.
De ribben hebben net zoals in alle andere archimedische lichamen en in de regelmatige veelvlakken dezelfde lengte. Wanneer de dertien archimedische lichamen met dezelfde lengte van ribben worden gemaakt, is de afgeknotte icosidodecaëder het grootst. De oppervlakte A en inhoud V van een afgeknotte icosidodecaëder waarbij {\displaystyle a} de lengte van een ribbe is, worden gegeven door:
{\displaystyle A=30\left(1+{\sqrt {2\left(4+{\sqrt {5\ }}+{\sqrt {15+6{\sqrt {6\ }}\ }}\ \right)\ }}\ \right)a^{2}\approx 174,2920~a^{2}}
{\displaystyle V=(95+50{\sqrt {5\ }})~a^{3}\approx 206,8034~a^{3}}